# ناگیزی (نیومکزیکو)
ناگیزی (به انگلیسی: Nageezi) یک منطقهٔ مسکونی در ایالات متحده آمریکا است که در شهرستان سن خوآن، نیومکزیکو واقع شده‌است. ناگیزی ۳۷٫۱ کیلومتر مربع مساحت و ۲۹۶ نفر جمعیت دارد و ۲٬۱۱۷ متر بالاتر از سطح دریا واقع شده‌است.